# 꼬장꼬장 슈콜닉 교수의 남모를 비밀
《꼬장꼬장 슈콜닉 교수의 남모를 비밀》(הערת שוליים)은 2011년 공개된 이스라엘의 영화이다.

## 출연

### 주연
- 쉬로모 바-아바
- 라이어 애쉬케나지
- 엘머 잭

### 조연
- 앨버트 일루즈
- 유발 샤프
- 알리자 로즌
- 미카 르웬손
- 슈무엘 실로
- 잭키 레비
- 이디트 테퍼르손
- 나탈리아 포스트
- 다니엘 마코비치
- 니나 트라웁
- 넬리 타가르
- 네보 킴치
- 조니 슈알리
- 이타이 폴리슈크
- 마이클 코레쉬
- 다리아 로비체크
- 데이너 글로즈만
- 댈리 샤크나이

## 기타
- 라인프로듀서: 타미어 크피르
- 조감독: 맨델 이타이
- 조감독: 쉬르 쇼샤니
- 미술: 아라드 사왓
- 분장부문: 로닛 아비브
- 배역: 힐라 유발
- 프로덕션매니저: 아미트 길보아
- 프로덕션매니저: 아사프 고든
- 프로덕션매니저: 리 샤이라